# Torymus myrtacearum
Torymus myrtacearum är en stekelart som först beskrevs av Costa Lima 1916.  Torymus myrtacearum ingår i släktet Torymus och familjen gallglanssteklar. Inga underarter finns listade i Catalogue of Life.